# 黑峰秋海棠
黑峰秋海棠（学名：Begonia ferox），一种于中国广西壮族自治区龙州县石灰岩山区发现的草本植物，隶属于秋海棠科秋海棠属，属于中国国家二级重点保护野生植物。

## 形态特征
黑峰秋海棠具有匍匐粗壮的根状茎，叶柄基部附近具长柔毛。托叶最后脱落，卵状三角形，草质，明显龙骨状，背面沿中脉有毛，先端具芒。叶互生，叶柄圆柱状，幼时具长柔毛，后变为棕色绒毛；叶片不对称，卵形，先端渐尖，基部明显斜心形，边缘呈残波状，黄绿色，幼时具长柔毛，正面绿色，表面有泡状隆起，脉间区域密布着黑棕色和具毛的泡状隆起，圆锥形，顶端略带红色，背面浅绿色，脉和泡状隆起微红色，脉被绒毛。幼小的叶很少有或没有泡状隆起。花序腋生，二歧聚伞花序，直接生于根状茎，分枝3-4次；花序梗被绒毛；苞片和小苞片早落，淡黄色，苞片狭卵形，船形，脉带红色，边缘流苏状，小苞片长圆形。雄花花被片4个，背面淡黄红色，疏生刚毛，内部2个椭圆形，白色；雄蕊群辐射对称，球形；雄蕊65-85；花丝在基部融合成柱状；花药倒卵形，2室。雌花花被片3片，外部2片近圆形或宽卵形，粉白色，内部1片椭圆形，白色；子房三棱椭圆形，带红色，具3翅；翅不等长，黄绿色，侧翅较窄，背面的翅新月形；花柱3，基部融合，黄色或浅绿色，柱头螺旋扭曲。蒴果三棱椭圆形新鲜时带绿色或带红色；翅不等长，背面翅新月形。种子多数呈棕色，椭圆形。花期5-10月。